# 2-Ethylhexansäure
2-Ethylhexansäure ist eine chemische Verbindung aus der Gruppe der Carbonsäuren. Es ist eine kurzkettige, gesättigte und methylverzweigte Fettsäure. Ihre Salze werden als 2-Ethylhexanoate bezeichnet.

## Vorkommen

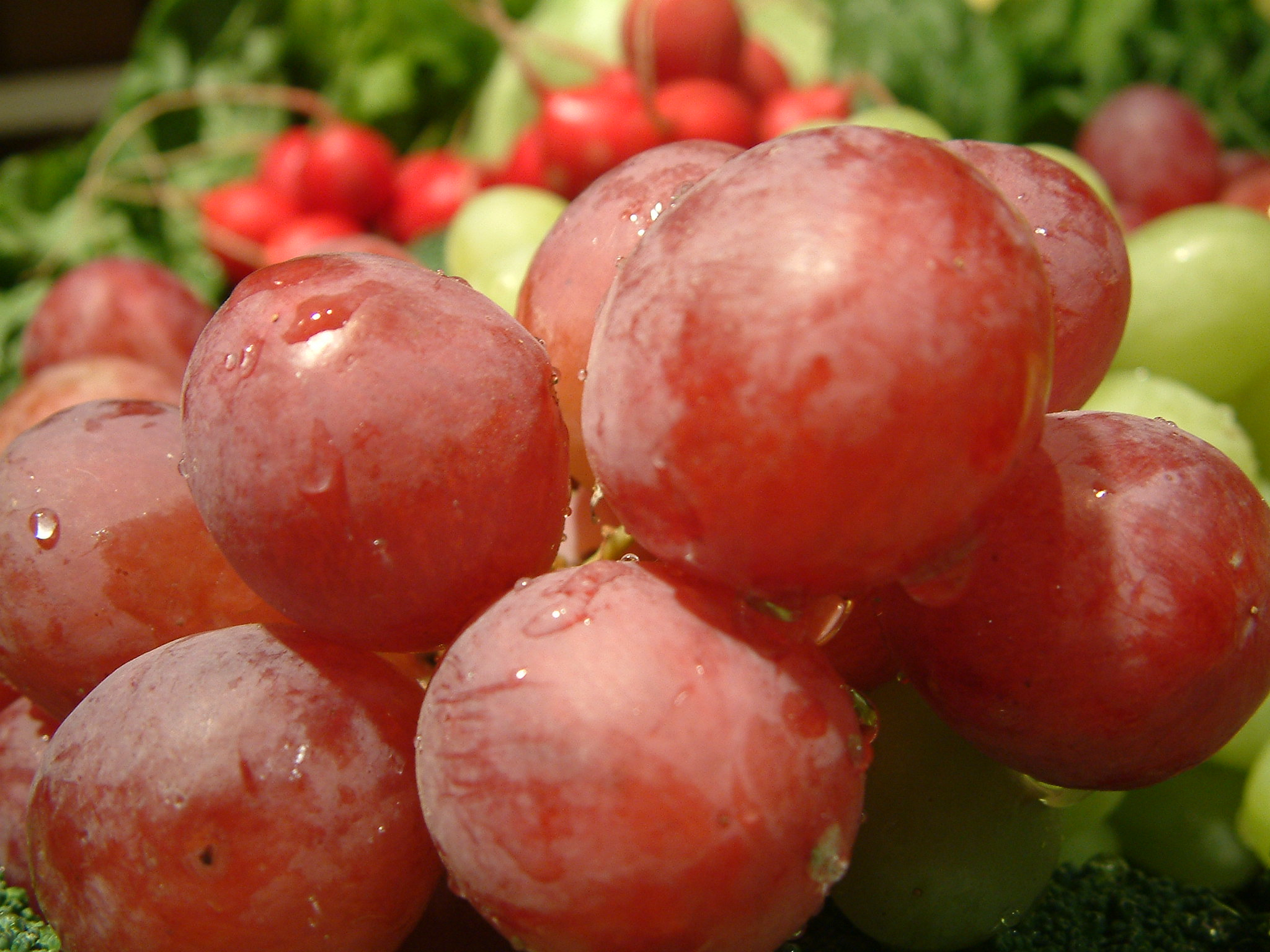
2-Ethylhexansäure kommt natürlicherweise in Wein vor

Sie kommt aber auch natürlich in Weintrauben oder Artemisia arborescens vor.

## Gewinnung und Darstellung
2-Ethylhexansäure wird durch Oxidation aus 2-Ethyl-1-hexanol oder 2-Ethylhexanal hergestellt.

## Eigenschaften
2-Ethylhexansäure ist eine sehr schwer entzündliche, wenig flüchtige, farblose bis gelbliche Flüssigkeit mit schwachem Eigengeruch. Ihre wässrige Lösung reagiert sauer.

## Verwendung
2-Ethylhexansäure wird zur Herstellung von Metallseifen (sogenannten Octoaten) und für die Modifikation von Acrylharzen verwendet. Sie dient weiterhin als Zwischenprodukt zur Herstellung von Sikkativen (Schwermetallseifen) für Lacke und Anstrichmittel, Emaille, Katalysatoren für die Oxidation von Kohlenwasserstoffen, Verdickungsmitteln für Mineralöle und Benzin, Netzmitteln, Emulgatoren und Weichmachern, Stabilisatoren für Silikone, Korrosionsinhibitoren, Fungiziden und Peroxyestern.
Das Natriumsalz der 2-Ethylhexansäure (Natrium-2-ethylhexanoat) wird als Ersatzprodukt für Pentachlorphenol in der Holzindustrie eingesetzt. Eine weitere Verwendung ist die als Inhibitor in Kühlflüssigkeit.

## Sicherheitshinweise
2-Ethylhexansäure ist als reproduktionstoxisch Kategorie 1B eingestuft. Die Dämpfe von 2-Ethylhexansäure können mit Luft ein explosionsfähiges Gemisch (Flammpunkt 114 °C, Zündtemperatur 310 °C) bilden.
2-Ethylhexansäure wurde 2012 von der EU gemäß der Verordnung (EG) Nr. 1907/2006 (REACH) im Rahmen der Stoffbewertung in den fortlaufenden Aktionsplan der Gemeinschaft (CoRAP) aufgenommen. Hierbei werden die Auswirkungen des Stoffs auf die menschliche Gesundheit bzw. die Umwelt neu bewertet und ggf. Folgemaßnahmen eingeleitet. Ursächlich für die Aufnahme von 2-Ethylhexansäure waren die Besorgnisse bezüglich der Einstufung als CMR-Stoff, Verbraucherverwendung, hoher (aggregierter) Tonnage, hohes Risikoverhältnis (Risk Characterisation Ratio, RCR) und weit verbreiteter Verwendung. Die Neubewertung fand ab 2012 statt und wurde von Spanien durchgeführt. Anschließend wurde ein Abschlussbericht veröffentlicht.